# 盗掘

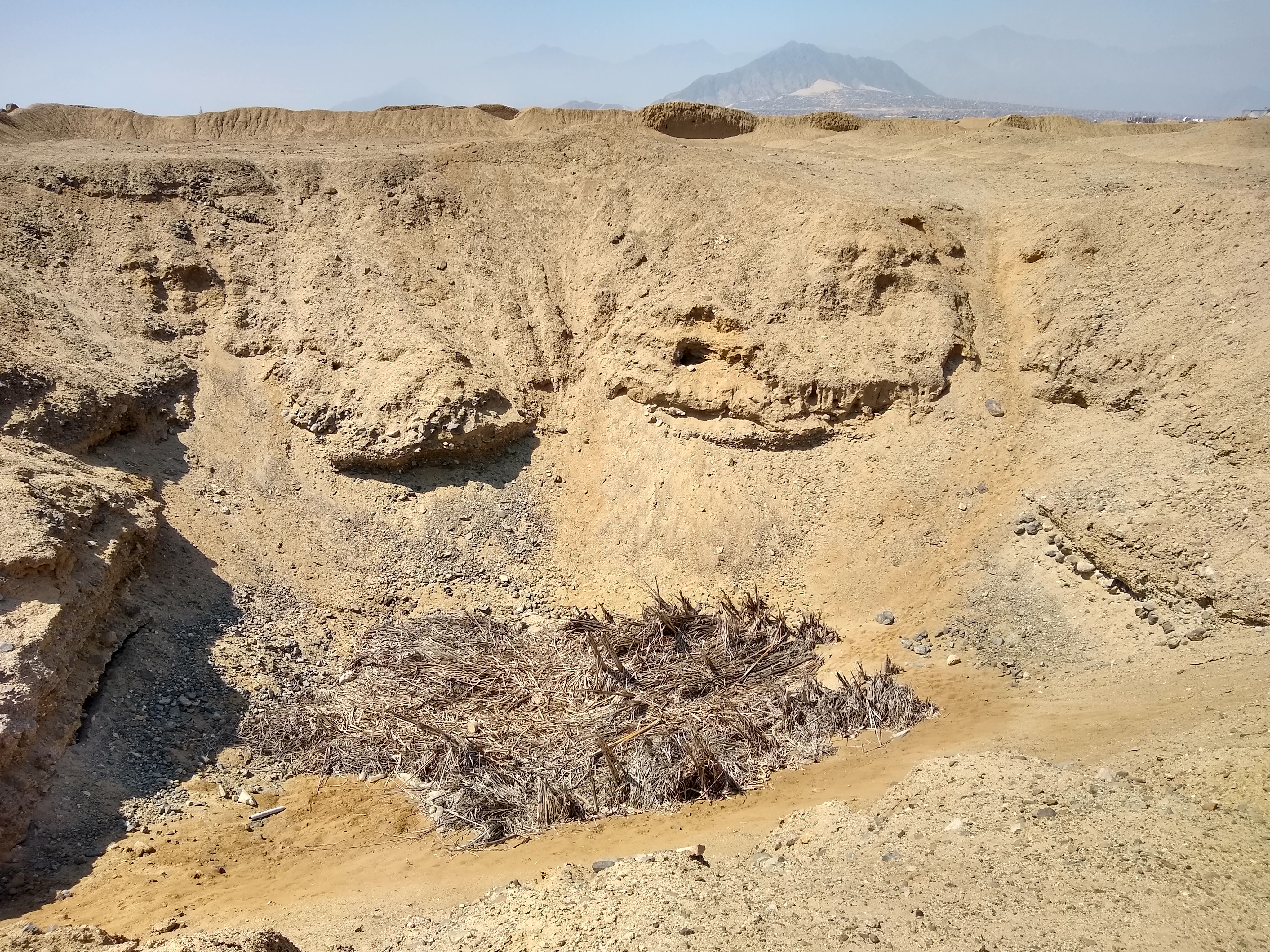
盗掘者によって掘り起こされたチャン・チャンの遺跡。

盗掘（とうくつ）とは、一般に、正当な権利がないにもかかわらず土地（私有地・公有地を問わず）を掘削し、そこから得られた財物（埋蔵物、動植物など）を窃取する行為である。とくに墓を荒らす場合は墓荒らしという。

## 概要
何が正当な「発掘」または「採掘」で、何を基準に「盗掘」とするかは、その時代、地域それぞれの倫理観、価値観、宗教観、地位や立場によって異なった見方がされることがある。たとえば、20世紀初頭のエジプトにおいてイギリスやナチス政権下のドイツが盛んに遺跡の発掘調査を行って、出土品を持ち去ったことについて、現地エジプトの国民から見れば、自国の貴重な文化財を持ち帰られたことから盗掘であると判断することもできる。また、色々な正の面があったとしても現代の学術的で合法的な発掘作業というものも実際には墓荒しと同類であるという見方もできる。
遺跡を掘り探し出土品を売り捌くことで生計を立てている村においては、盗掘ではなく「仕事」であると主張されるであろうが、実際には貴重な文化財を破壊する行為であり、特に墓などの遺跡の本来の状態、被葬者や副葬品の配置からわかる当時のものの考え方など形のない考古学的に重要な情報を破壊してしまう行為である。このことが盗掘のもっとも許しがたい行為と考えられ、根本的な対策として、盗掘者の生計をたてさせている趣味的な古美術品の購入者は、盗掘品を購入するのをやめるべきであり、また、盗掘者を生み出す土壌やその国の経済状態などの改善が図られないかぎり、問題は解決しない。
また、非合法的な「盗掘」と合法的な「財宝探し」の違いに関しても様々な見解がある。通常、両者を定義し区別するのは法律である。財宝探しを規制・許可する各国の法律には様々な種類がある。政府の許可を得た上で合法的に失われた財宝を探し求めるトレジャーハンターは、近年に入って財宝探しチームに諸分野の専門家を入れることが増えているという。
他、大規模な化石が地層内から発見された場合などにも、盗掘されるケースが各地で相次いでいる。例として、日本最古級の哺乳類や、白亜紀の恐竜・『丹波竜』などの化石が相次いで発見された「篠山層群」（兵庫県丹波篠山市）でも、2009年9月頃に、化石狙いと見られる盗掘跡が見つかった。問題点としては、明らかな盗掘行為と見られる場合であっても、各自治体の条例では、盗掘行為を禁じてはいても、盗掘者に対して原状回復を求めることしかできず、また、一般者の立ち入りを規制することができないケースがほとんどであるため、各自治体は、対応に苦慮しているのが現状である。

## 希少植物・希少動物の卵
ウミガメの卵などの食用目的などで盗掘も確認されることから、卵の盗掘防止のパトロール等が行われている。関係自治体は、これらの盗掘を見かけたら110番するよう呼びかけている。
野生ランや高山植物などの希少な植物をねらう盗掘も多い。群落全てを狙うような大規模な場合もあり、一部の希少種ではかなりの個体が盗掘され激減、絶滅寸前になっているものもある。この場合、「山野草の愛好家が直接盗掘する。」というケースもあるが、山取品として販売する業者の存在が大きい。
また、インターネット上で「希少植物の自生地情報交換掲示板」などと称して盗掘を助長しているサイトの存在も環境保護団体等によって問題が指摘されている。写真に添付されるGPS情報などから場所が特定され、盗掘者に情報が提供されることから奇麗だからと言って安易な写真投稿は控えることを自然公園の管理者は希望している。
日本では絶滅が危惧される国内希少野生動植物種に指定されている動植物も原則禁止であるが申請して許可が下りれば採取自体は可能である。

## 各国の墓荒らし
日本
1060年、推古天皇陵山田高塚古墳が盗掘された。
1063年、成務天皇陵佐紀石塚山古墳が盗掘された。
1235年3月20日と21日に、天武天皇と持統天皇が納めれた野口王墓に盗掘があったことが、藤原定家の日記『明月記』に記載されている。
1844年と1848年に、再び佐紀石塚山古墳で盗掘が行われた。
1915年、日葉酢媛命陵佐紀陵山古墳が盗掘された。
中国
古代中国の皇帝の墓には侵入者をまどわせるための仕掛けがつくられていた。墓の外観は周囲の風景に溶け込むように設計され、その内部には侵入者を罠にはめるための落とし穴が掘られていた。
秦の始皇8年（紀元前239年）に完成した思想書『呂氏春秋』の10巻に、墓荒らしについての記載があるように昔から盗掘が行われていた。
1960年代に行われた万暦帝の墓の発掘調査では、その手腕を買われたプロの墓荒しが「特別考古学アシスタント」なる肩書きを与えられた上で刑務所から釈放され、その墓の隠された入り口を発見した。
1980年代の改革開放による建設ラッシュ、そして21世紀初頭の墓荒らしを題材とする小説ジャンル「盗墓小説」が流行し、その影響からか盗掘も活発化した。
荒らされた墓で著名なものは、項羽、曹操、孫権、孫殿英がある。
アメリカ
1876年11月7日にエイブラハム・リンカーンの墓を暴こうとする試みがあった。
ロシア
1920年代後半、ロシアで著名な医者であったニコライ・ピロゴフの墓が荒らされ、オーストリア皇帝フランツ・ヨーゼフ1世から贈られた剣などが奪われた。
ヨーロッパ
組織的犯罪により行われており、貴重な考古資料が闇市場で売り買いされている。対象は、先史時代の物から第二次世界大戦の墓まで幅広く狙われている。
人工的な大飢饉ホロドモールの際に、食料とするために墓が荒らされた。
エジプト
第20王朝時代には墓荒しを取り締まるための警備隊が王墓の周辺に展開されていた。

## 有名な盗掘者
- マアムーン - アッバース朝の第7代カリフで、ピラミッドに穴を開けて内部調査したことで知られている。その行為は盗掘に当てはまるかどうかという点で議論がある。
- 温韜（中国語版） - 五代十国時代の節度使。唐王朝の歴代皇帝の陵墓である唐の十八陵で高宗および則天武后の合同墓である唐乾陵（中国語版）を除く全ての陵墓で盗掘を行ったことで有名[22]。
- ハインリヒ・シュリーマン - 考古学者ではあるものの、その発掘手法と文物の扱いから「盗掘者」と揶揄されて批判されることもある。

## 墓荒らし・盗掘者を題材とした作品
- 『アボット・パピルス（英語版）』 - エジプト新王国時代に記された盗掘者の裁判記録
- 『トゥームレイダー』シリーズ
- 『中国盗墓史稿～未だ掘られざるの墓無し』著：岡島政美
- 『魔術師カエムワセトの物語』 - プトレマイオス朝時代のパピルスに、実在した古代エジプトの王子カエムワセトが墓荒らしをする物語がある。
- 『奥州波奈志』 - 日本の怪談。この作品に登場する『疱瘡婆』が死体を食べるために墓荒らしを行う。
- ウィリアム・シェイクスピアのエピタフ(墓碑銘)
- 『鬼吹灯（英語版）』 - 2006年に中国で書籍化された1980年代の墓荒らしをモデルにした娯楽小説。本作品から「盗墓小説」という小説ジャンルが流行した。

## 関連する法律
日本におけるルール・法律
- 文化財保護法[23]
- 遺失物法[23]
- 森林法（森林窃盗罪）、自然公園法、県立自然公園条例[24]

国際的なルール
- 文化財の不法な輸入、輸出及び所有権移転を禁止し及び防止する手段に関する条約